# Moisy
Moisy és un municipi francès, situat al departament del Loir i Cher i a la regió de Centre – Vall del Loira. L'any 2007 tenia 302 habitants.

## Demografia

### Població
El 2007 la població de fet de Moisy era de 302 persones. Hi havia 132 famílies, de les quals 44 eren unipersonals (20 homes vivint sols i 24 dones vivint soles), 44 parelles sense fills i 44 parelles amb fills.
La població ha evolucionat segons el següent gràfic:
Habitants censats

### Habitatges
El 2007 hi havia 187 habitatges, 133 eren l'habitatge principal de la família, 36 eren segones residències i 18 estaven desocupats. 186 eren cases i 1 era un apartament. Dels 133 habitatges principals, 110 estaven ocupats pels seus propietaris, 18 estaven llogats i ocupats pels llogaters i 5 estaven cedits a títol gratuït; 7 tenien dues cambres, 21 en tenien tres, 35 en tenien quatre i 70 en tenien cinc o més. 110 habitatges disposaven pel capbaix d'una plaça de pàrquing. A 64 habitatges hi havia un automòbil i a 58 n'hi havia dos o més.

### Piràmide de població
La piràmide de població per edats i sexe el 2009 era:
| Homes | Edats   | Dones |
| ----- | ------- | ----- |
| 0     | 95 o +  | 0     |
| 0     | 90 a 94 | 0     |
| 4     | 85 a 89 | 0     |
| 0     | 80 a 84 | 0     |
| 0     | 75 a 79 | 0     |
| 4     | 70 a 74 | 12    |
| 4     | 65 a 69 | 12    |
| 12    | 60 a 64 | 16    |
| 4     | 55 a 59 | 0     |
| 8     | 50 a 54 | 12    |
| 20    | 45 a 49 | 12    |
| 12    | 40 a 44 | 12    |
| 0     | 35 a 39 | 0     |
| 8     | 30 a 34 | 12    |
| 20    | 25 a 29 | 12    |
| 4     | 20 a 24 | 4     |
| 16    | 15 a 19 | 16    |
| 8     | 10 a 14 | 16    |
| 12    | 5 a 9   | 4     |
| 0     | 0 a 4   | 8     |

## Economia
El 2007 la població en edat de treballar era de 187 persones, 143 eren actives i 44 eren inactives. De les 143 persones actives 126 estaven ocupades (66 homes i 60 dones) i 17 estaven aturades (6 homes i 11 dones). De les 44 persones inactives 23 estaven jubilades, 11 estaven estudiant i 10 estaven classificades com a «altres inactius».

### Ingressos
El 2009 a Moisy hi havia 127 unitats fiscals que integraven 300 persones, la mediana anual d'ingressos fiscals per persona era de 17.466 €.

### Activitats econòmiques
Dels 17 establiments que hi havia el 2007, 2 eren d'empreses extractives, 1 d'una empresa alimentària, 5 d'empreses de construcció, 4 d'empreses de comerç i reparació d'automòbils, 1 d'una empresa d'hostatgeria i restauració, 1 d'una empresa financera i 3 d'empreses immobiliàries.
Dels 6 establiments de servei als particulars que hi havia el 2009, 1 era una oficina bancària, 3 fusteries, 1 electricista i 1 restaurant.
L'únic establiment comercial que hi havia el 2009 era una fleca.
L'any 2000 a Moisy hi havia 15 explotacions agrícoles que ocupaven un total de 1.575 hectàrees.

## Equipaments sanitaris i escolars
El 2009 hi havia una escola maternal integrada dins d'un grup escolar amb les comunes properes formant una escola dispersa.

## Poblacions més properes
El següent diagrama mostra les poblacions més properes.